# Colonel Émile Massart
Ne doit pas être confondu avec Émile Massard.
Emile Massart né le 31 octobre 1919 à Bordeaux, en Gironde, mort le 9 mai 1968 à Djibouti, est un aviateur militaire français. Il s’engage dans l’armée de l’air en 1939 et rejoint les forces aériennes françaises libres au Royaume-Uni en juillet 1940. D’abord affecté au sein de la Royal Air Force, il rejoint ensuite le groupe de chasse Île-de-France où il effectue 392 missions de guerre sur Spitfire avant d’être abattu en mars 1945 au-dessus de l’Allemagne.  Fait prisonnier, il sert après-guerre en tant qu’officier d’état-major avant de prendre le commandement de la 4e escadre de chasse à Friedrichshafen. Il est déployé en Indochine où il termine adjoint opérations du commandement de l’Air en Extrême-Orient, avant de rejoindre Israël en tant qu’attaché de l’Air.
En 1965, il est nommé commandant de l’Air de la Côte française des Somalis et s’écrase à bord de son A4 Skyraider le 9 mai 1968 au cours d’un exercice de tir air-sol à 15 kilomètres de Djibouti. L’issue lui sera fatale. Le colonel Emile Massart compte 3300 heures de vol sur avion de chasse. Il est commandeur de la Légion d’honneur, compagnon de la Libération, croix de guerre 1939-1945 et croix de guerre des théâtres d’opérations extérieures. Il laisse son nom à la base aérienne 188 de Djibouti.

## Biographie

### Jeunesse
La famille Massart est l’exemple d’une famille française ayant œuvré de son mieux pour libérer la France de l’occupant allemand. Les trois garçons se sont engagés dans les Forces Françaises libres et ont participé à divers combats. Le père, Jules Massart, est né le 12 septembre 1874 à Bordeaux. Valeureux combattant de la guerre de 1914-1918, il exerce la profession de restaurateur d’objets anciens, rue Servandoni. La mère, Elisabeth Delor, poétesse, peintre et sculpteur, est née à Latresne, en Gironde, le 31 octobre 1896. De cette union vont naitre trois garçons : Alain Massart, le 02 janvier 1918 à Bayonne, Emile Massart, le 30 octobre 1919 à Bordeaux, et Francis Massart, le 07 décembre 1923 à Bordeaux.
Après des études entre Bordeaux et Arcachon, le colonel Emile Olivier Massart travaille comme ouvrier aux docks pour couvrir les frais de ses cours de pilotage.

### La Seconde Guerre Mondiale

#### La formation de pilote
Le 12 octobre 1939, à la veille de ses 20 ans, il s’engage par devancement d’appel pour la durée de la guerre. Au départ affecté à l’Ecole auxiliaire à Agen, il est ensuite breveté pilote militaire à Avord au début de l’année suivante.

#### Les forces aériennes en Grande Bretagne
Au moment de la déroute française, avec une quinzaine de camarades, ils décident de rejoindre l’Afrique du Nord où, pensent-ils, la guerre va se poursuivre. Le 18 juin, ils embarquent sur un bateau norvégien, Le Talberg, gagnant le Maroc. Finalement, de Casablanca, le petit groupe réalise que l’Afrique du Nord suivra l’armistice et embarque donc à nouveau, le 30 juin, sur L’Anadyr évacuant des troupes polonaises vers l’Angleterre. Les élèves pilotes parviennent en Grande-Bretagne, à Greenock en Ecosse, le 20 juillet 1940.
Envoyé à la French and Belgian Flying Training School d’Odiham, Emile Massart parfait son entraînement d’août 1940 à juin 1941. Début juillet, son brevet de pilote de la RAF en poche, le sergent Massart finit sa formation à l’Operationnal Training Unit n°52 et est promu au grade de sous-lieutenant.
Il est alors affecté dans un groupe de chasse de la Royal Air Force (RAF), le Squadron 253, puis au sein du groupe « Ile-de-France », le Squadron 340, des Forces aériennes françaises libres.
En 1942, Emile Massart se distingue par ses qualités ; année durant laquelle l’Ile-de-France, multiplie les missions. Au cours du mois d’août, il participe au raid allié sur Dieppe et endommage un bombardier ennemi. Désormais installé sur le terrain de Biggin Hill avec son unité, il reçoit ses galons de lieutenant.
L’année 1943 est, elle, marquée par une victoire aérienne sur un FW 190 et sa promotion au grade de capitaine. Il devient alors commandant d’escadrille à l’Ile-de-France et assure la protection des convois maritimes alliés, le recueil des bombardiers à leur retour de mission et l’escorte des avions d’autorités. Plus tard, l’escadrille sera chargée de l’interception des vols de reconnaissance adverses.
La guerre continue, et le Groupe de Chasse n’en démord pas. En juin 1944, il appuie des têtes de pont britanniques lors du débarquement de Normandie et abat un second FW 190. Dans la région de Bayeux, l’escadrille « Paris », menée par le capitaine Massart, effectue des missions d’attaque au sol contre les forces ennemies en retraite jusqu’au Pays-Bas, avant de retourner en Grande-Bretagne. La fin de l’année est marquée par la prise de commandement du Groupe de chasse Ile-de-France par le commandant Massart.
Le 13 mars 1945, alors qu’il escorte des bombardiers, il engage le combat avec une formation de chasseurs allemands. Face à un ennemi en surnombre, il parvient à abattre un chasseur adverse avant d’être à son tour abattu au-dessus de l’Allemagne et fait prisonnier pendant deux mois, jusqu’à l’armistice.
Aux commandes d’un Hurricane puis d’un Spitfire, il effectue 392 (283) missions de guerre, remporte 2 victoires aériennes homologuées et détruit au sol de nombreux véhicules ennemis.
A la fin de la guerre, il est admis, en tant que cadre d’active, dans le corps des officiers de l’air au grade de commandant.

### L'après guerre
Il quitte un temps les airs pour occuper des postes d’état-major dans plusieurs organismes de commandement ou d’études interalliée :
- La 1re Force Aérienne Tactique à Lahr ;
- Le RAF Staff College ;
- Le 3e bureau de l’état-major de l’Armée de l’Air ;
- Le cabinet militaire du ministère de l’Air.

Il retrouve ensuite son métier de pilote de chasse et commande successivement la 4e Escadre de Chasse de Friedrichshafen, puis le Groupe Aérien Tactique Sud en Indochine en 1953. A l’issue, il est successivement affecté à la Section Générale de l’Armée de l’Air puis comme chef de la Division Opérations de la 4e Force Aérienne Tactique alliée à Ramstein. 
En 1961, il est affecté à Tel-Aviv comme Attaché Militaire de l’Air auprès de l’Ambassade de France en Israël.

### L'expérience Djiboutienne
Le Colonel Massart arrive à Djibouti le 16 octobre 1965 comme commandant de l’Air en Côte française des Somalis (CFS). Il assure également la fonction d’Attaché militaire de l’Air auprès de l’ambassade de France d’Addis-Abeba.
Le 9 mai 1968, il trouve la mort aux commandes d’un Douglas AD-4 Skyraider dans la région de la plaine de Goubad, à une quinzaine de kilomètres de Djibouti, lors d’une mission d’entraînement de tir air-sol. Il est inhumé au cimetière de la Chartreuse à Bordeaux.
"Chef militaire dans toute l’acceptation du terme, homme cultivé, spirituel, sachant plaisanter, ami aussi simple qu’attachant et fidèle, c’était avant tout un pilote et un pilote de très grande classe dont le souvenir restera à jamais inscrit dans les pages les plus glorieuses de l’Aviation française" - Le réveil de Djibouti – édition du 11 mai 1968.

## Décorations et distinctions
- Commandeur de la Légion d'honneur[3]
- Compagnon de la Libération[4]
- Croix de guerre 1939–1945[3].
- Croix de guerre des Théâtres d'opérations extérieurs[3].
- Distinguished Flying Cross (Royaume-Uni)[3].
- Air Medal américaine[3].
- Médaille des évadés
- Médaille de l'Aéronautique
- Médaille coloniale avec agrafe « E-O »
- Croix du combattant volontaire
- Médaille commémorative française de la guerre 1939–1945
- Médaille commémorative de la campagne d'Indochine
- Officier de l'Ordre du Nichan el Anouar

## Hommages
Émile Massart a été choisi comme parrain de la base aérienne 188 Djibouti.